# أزيد الباريوم
أزيد الباريوم هو مركب كيميائي للباريوم من مجموعة الأزيدات له الصيغة Ba(N3)2، والتي تكتب بالصيغة المجملة BaN6، ويكون على شكل بلورات بيضاء اللون.

## التحضير
يحضّر أزيد الباريوم من تفاعل حمض الهيدرازويك مع هيدروكسيد الباريوم، كما في التفاعل التالي:
{\displaystyle \mathrm {2\ HN_{3}\ +\ Ba(OH)_{2}\longrightarrow \ Ba(N_{3})_{2}\ +\ 2\ H_{2}O} }

## الخصائص
يكون أزيد الباريوم في الشروط العادية على شكل بلورات بيضاء اللون عديمة الرائحة. للمركب انحلالية جيدة في الماء، تبلغ 153.6 غ/ل عند الدرجة 20 °س. بالمقابل، فإن انحلالية المركب في الإيثانول ضعيفة، والتي تبلغ 0.017 غ لكل 100 مل كحول عند الدرجة 16 °س.
يتفكك أزيد الباريوم بشكل انفجاري عند درجات حرارة تتجاوز 120 °س، حيث يتحرر غاز النتروجين ويتشكل نتريد الباريوم.
يتميز أزيد الباريوم الجاف بأنه قابل للانفجار من أثر الضغط والحرارة. تبلغ درجة حساسية الاحتكاك لهذا المركب مقدار 240 N (نيوتن)، ولكنه أقل حساسية للصدمة من مركب أزيد الرصاص.

## الاستخدامات
يستخدم أزيد الباريوم من أجل تحضير الأزيدات الأخرى مثل أزيد الصوديوم وأزيد البوتاسيوم وأزيد الليثيوم، حيث يتشكل مركب كبريتات الباريوم:
{\displaystyle \mathrm {Ba(N)_{3}\ +\ Li_{2}SO_{4}\ \longrightarrow \ 2\ LiN_{3}\ +\ BaSO_{4}} }